# 州見台
州見台（くにみだい）は、京都府木津川市にある地名。現行行政地名は州見台一丁目から州見台八丁目。

## 地理
木津川市の南部に位置し、奈良県奈良市に接する地区である。
関西文化学術研究都市の木津地区に含まれ、様々な企業の研究開発拠点を有する。
梅美台、城山台とともに開発されたニュータウンで、その中でも最も早く開発が進んでいった新興住宅街である。

## 世帯数と人口
2020年（令和二年）6月30日現在の世帯数と人口は以下の通りである。
| 丁目         | 世帯数    | 人口    |
| ------------ | --------- | ------- |
| 州見台一丁目 | 535世帯   | 1,506人 |
| 州見台二丁目 | 140世帯   | 422人   |
| 州見台三丁目 | 253世帯   | 702人   |
| 州見台四丁目 | 267世帯   | 703人   |
| 州見台五丁目 | 281世帯   | 779人   |
| 州見台六丁目 | 477世帯   | 1,269人 |
| 州見台七丁目 | 318世帯   | 965人   |
| 州見台八丁目 | 247世帯   | 641人   |
| 計           | 2,518世帯 | 6,987人 |

## 施設

### 教育
- 木津川市立州見台小学校
- 木津川市立木津南中学校

### 交番
- 木津南交番

### 公園
- 上人ヶ平遺跡公園
- 州見台公園
- 橡公園
- 山吹公園
- 山藍公園
- 唐棣公園
- 茜公園

### 商業施設
- ガーデンモール木津川

### 企業の研究開発拠点
京都府、UR都市再生機構、木津川市の誘致活動により、多数企業が進出している。
- ロート製薬「ロートリサーチビレッジ京都」
- タツタ電線「タツタテクニカルセンター」
- 京都プレス工業　本社
- 株式会社エムジー（旧社名：エム・システム技研）「京都テクノセンター」
- 株式会社エムジー（旧社名：エム・システム技研）「京都商品センター」
- ミズホ「ミズホテクニカル・ラボ」
- マンヨーツール　R＆D
- タカゾノリーブス　京都研究所
- 朝日印刷「京都クリエイティブパーク」
- 日本果汁　京都南センター

### 給水塔
- 木津南配水池

## その他

### 日本郵便
- 郵便番号 : 619-0216[3]（集配局：山城木津郵便局[7]）。